# Les Chiots égarés
Pour plus de détails, voir Fiche technique et Distribution.
Les Chiots égarés (The Wayward Pups) est un court métrage d'animation de la série américaine Happy Harmonies réalisé par Rudolf Ising et sorti le 10 juillet 1937.